# North Narrabeen
North Narrabeen (Narrabeen Nord) è un sobborgo costiero a nord di Sydney, nello Stato del Nuovo Galles del Sud in Australia.
Narrabeen si trova a 25 km a nord-est del Distretto affaristico centrale di Sydney, nell'area governativa locale della Municipalità di Warringah e fa parte della regione delle Spiagge settentrionali.
North Narrabeen è circondata a nord da Warriewood, a ovest da Elanora Heights e si estende a est verso l'oceano a Capo Narrabeen. Narrabeen si trova nella parte opposta della costa meridionale della laguna